# Aleksandr Voeikov
Aleksandr Ivànovitx Voeikov (en rus, Александр Иванович Воейков; Moscou, 20 de maig de 1842 - Sant Petersburg, 9 de febrer de 1916) va ser un meteoròleg, climatòleg i geògraf rus que va crear una xarxa d'estacions meteorològiques a tota Rússia i es va interessar en l'estudi de la interconnexió entre els processos meteorològics i el clima a llarg termini. Va descriure una àrea d'alta pressió siberiana que s'estén cap al sud-oest d'Europa, la qual es coneix com a l'Eix de Voeikov en honor seu.

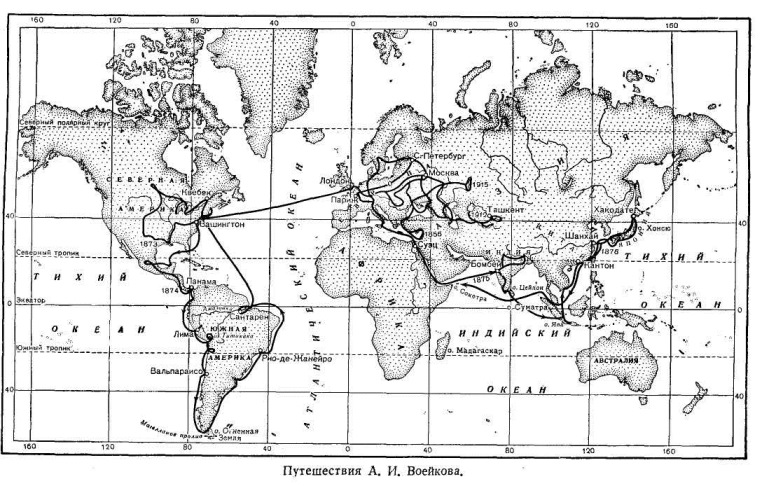
Els viatges de Voeikov

## Biografia
Aleksandr Voeikov va néixer a Moscou. El seu pare era Ivan Fedorovitx, però va quedar orfe als cinc anys i va ser criat pel seu oncle matern D.D. Mervago.
Va estudiar a la Universitat de Sant Petersburg i després va treballar a les universitats de Heidelberg, Berlín, i finalment a Göttingen, on es va doctorar el 1865 amb una tesi de títol Über die direkte Insolation und Strahlung an verschiedenen Orten der Erdoberfläche (Sobre la insolació i la radiació directa en diferents llocs de la superfície terrestre).
Després de viatjar per Europa, Amèrica del Nord i Àsia, va esdevenir secretari de la comissió meteorològica del 1870 i va participar en l'organització d'un sistema d'estacions meteorològiques. El 1887 va esdevenir professor a la Universitat de Sant Petersburg. Va fundar la revista Meteorologicheskü vestnik el 1891. Entre les contribucions de Voeikov hi havia l'ús de balanços d'evaporació, entrada i sortida dels rius per tal d'examinar tendències. A partir d'aquests estudis va predir que el mar d'Aral podria assecar-se. Tanmateix, creia que s'havien d'aprofitar els rius que entraven, ja que el mar d'Aral només estava assecant l'aigua.
Va ser elegit membre de la Societat Geogràfica Russa el 1908. Voeikov també va ser un defensor del vegetarianisme, al capdavant de la Societat Vegetariana de Sant Petersburg.